# Molsheim
Molsheim (pronunție în franceză [mɔl.zajm]) este o comună în Franța, sub-prefectură a departamentului Bas-Rhin, în regiunea Alsacia.  Populația totală în 2006 a fost de 9.382. Molsheim fusese un oraș cu o creștere rapidă între recensămintele franceze din 1968 și 1999, trecând de la 5.739 la 9.331 de locuitori, dar această creștere a ajuns la o oprire vizibilă de atunci. Zona metropolitană din Molsheim avea 11.760 de locuitori în 2006, de la 7.747 în 1968.

## Legături externe
- Town council website
- Saint George's and Trinity Church la Structurae